# Catedral de la Anunciación (El Cairo)
La Catedral de la Anunciación o simplemente Catedral Católica Armenia de El Cairo es el nombre que recibe un edificio religioso afiliado a la Iglesia Católica que sigue el rito armenio y se encuentra ubicada en la calle 36 Mohamed Sabri, Abou Alam, Abdine en la ciudad de El Cairo, la capital del país africano de Egipto. No debe confundirse con las otras catedrales católicas de la misma ciudad pero que usan otros ritos católicos.
El templo inaugurado en 1926 sirve como la sede de la diócesis armenia de Iskanderiya conocida también como eparquía armenia de Alejandría (Eparchia Alexandrina Armenorum) que fue creada en 1885 por el papa León XIII para atender las necesidades religiosas de los armenios católicos de la región.
La catedral está bajo la responsabilidad pastoral del obispo Kricor-Okosdinos Coussa.